# Александър Морозевич
Александър Сергеевич Морозевич е руски шахматист, гросмайстор от 1993 година. През месец април 2008 година има ЕЛО коефициент 2774, което го поставя на 3-то място в света.

## Шахматна кариера
Александър Морозевич е възпитаник на заслужилия треньор на СССР Владимир Юрков. Руснакът е известен с факта, че е привърженик на необичайните дебюти. Например срещу дамски гамбит той често играе „Защита Чигорин“ или „Контрагамбит Албин“. Двете системи рядко са виждани да бъдат използвани сред шахматистите от нивото на Морозевич. Руснакът също предпочита сложните и завързани позиции пред ясните.
Званието гросмайстор Морозевич получава през 1993 година. През тази година на турнира в Тилбург Морозевич побеждава англичанина Майкъл Адамс с 2:0 точки.
Първият си голям международен успех постига на турнира „Лойдс Банк“ в Лондон през 1994 година, когато го спечелва на възраст от 17 години и с резултат 9,5 точки от 10 възможни.
През 1999 г. участва на първия си супертурнир – „Босна“ в гр. Сараево. Завършва на четвърто място в крайното класиране с 5,5/9 точки.
Морозивич е определян за най-добрия шахматист по блинд в света. Доказателство за това е доброто му представяне на турнира „Амбър“ през последните години. Печели турнира в гр. Монте Карло през 2002, 2004 и 2006 г. и завършва на второ място през 2003, 2005 и 2007 година.

## Турнирни постижения
- 1993 – Алушта, Украйна (1-во място)
- 1994 – Памплона, Испания (1-во място)
- 1994 – Алушта (1-во място)
- 1994 – Лондон (1-во място)
- 1998 – Памплона (1-во място)
- 2002 – Монте Карло, Монако (1-во място на турнира „Амбър“)
- 2002 – Вайк ан Зее, Холандия (3-то – 4-то място с Майкъл Адамс)
- 2003 – Бил, Швейцария (1-во място)
- 2004 – Бил (1-во място)
- 2006 – Бил (1-во място)
- 2006 – Памплона (1-во място)
- 2007 – Сараево, Босна и Херцеговина (3-то – 4-то място)
- 2007 – Линарес, Испания (2-ро – 3-то място с Магнус Карлсен)
- 2007 – Луго, Испания (1-во – 4-то място)